# شهرک شهید چمران (تهران)
شهرک چمران در منطقه یک شهرداری تهران و شمال این شهر جای گرفته است.
این شهرک از جنوب به میدان نوبنیاد و بزرگراه شهید صدر و از غرب به خیابان پاسداران و نارنجستان یکم و از شمال به محله اقدسیه و شهرک طالقانی و از شرق به محله اراج منتهی می‌شود. ساخت این شهرک در اواخر دهه پنجاه آغاز شد که در اواسط دهه شصت از قسمت جنوبی اسکان ساکنان آغاز و در اواخر این دهه، کار احداث و اسکان ساکنان به اتمام رسید . بنیاد تعاون و شرکت امور رفاهی کارکنان ساصد، مسئولیت شهرک را بر عهده دارد.
با گذر خیابان شهید لنگری از میان شهرک شهید چمران این شهرک به دو نیمه شرقی و غربی تقسیم شده‌است.
در اسفند  ۱۳۹۴، دو  شهید گمنام جنگ ایران و عراق در شهرک شهید چمران به خاک سپرده شد.

## خطوط حمل و نقل عمومی
از امکانات حمل و نقل عمومی مجاور این شهرک می‌توان به ایستگاه خط ۳ مترو با نام نوبنیاد، پایانه اتوبوسرانی شهید دستواره در ابتدای بلوار شهید دستواره (معصومی) اشاره کرد. از خطوط اتوبوسرانی منتهی و عبوری از مجاور این شهرک یعنی میدان نوبنیاد خطوط ذیل می‌باشد:
۱) خط ۱۰۶ پایانه لاله به پایانه شهید افشار (پارک وی) در مسیر بلوار ارتش، بزرگراه‌های امام علی، شهید صدر ، ایستگاه متروی نوبنیاد، بزرگراه صدر و مدرس
۲) خط ۲۱۴ پایانه شهید دستواره (معصومی) به پایانه افق (حکیمیه) در مسیر نوبنیاد ، بزرگراه صدر ، بزرگراه بابایی، دانشگاه امام حسین، دانشگاه آزاد تهران شمال و دسترسی‌های محلی حکیمیه
۳) خط ۲۱۵ سوهانک به سه راه ضرابخانه در مسیر بلوار ارتش، اراج، خیابان لنگری، میدان نوبنیاد، خیابان پاسداران، حسینه ارشاد، خیابان شریعتی ، ابتدای بزرگراه همت و زین الدین
۴) خط ۲۲۵ پایانه شهید دستواره (معصومی) به پایانه تجریش در مسیر نوبنیاد، خیابان پاسداران، میدان اختیاریه، خیابان شهید کلاهدوز (دولت)، خیابان شریعتی ، میدان قدس، مترو تجریش
۵) خط اتوبوس برون‌شهری پایانه شهید دستواره (معصومی) به شهر جدید پردیس در مسیر متروی نوبنیاد ، بزرگراه شهید بابایی ، تقاطع پل بلوار نیروی زمینی ارتش یا لویزان، ادامه بزرگراه بابایی ، آزادراه تهران - پردیس ، شهر جدید پردیس ( میدان امام خمینی- میدان عدالت - فاز ۳ و ۴ )